# Ptaki Polski
Liczba gatunków ptaków (Aves) stwierdzonych w Polsce i wpisanych na listę krajowej awifauny wynosiła 1 stycznia 2025 r. 474 (według podziału przyjętego przez Komisję Faunistyczną Sekcji Ornitologicznej Polskiego Towarzystwa Zoologicznego, która zajmuje się weryfikacją obserwacji). Są to ptaki, które według klasyfikacji AERC zostały zaliczone do kategorii A, B i C (pojaw naturalny lub wtórnie naturalny). Komisja Faunistyczna przy opracowywaniu swej listy stosuje od 2018 roku taksonomię według Międzynarodowego Komitetu Ornitologicznego (IOC), której zaletą jest łatwa dostępność (publikowana w Internecie) i cykliczna aktualizacja. Na liście gatunków polskiej awifauny znajdują się dwa taksony uznawane przez część badaczy (np. w Kompletnej liście ptaków świata P. Mielczarka i M. Kuziemki) za podgatunki: cyraneczka karolińska (podgatunek cyraneczki zwyczajnej) i czarnowron (podgatunek wrony siwej).
Status gatunku w Polsce określa, czy ptak jest:
- lęgowy (powyżej 100 par)
- lęgowy sporadycznie (do 100 par)
- aktualnie nielęgowy (nie obserwowano lęgów od 2008, wcześniej – sporadycznie lęgowy)
- pojawia się regularnie (podczas jesiennych i wiosennych wędrówek lub na zimowiskach)
- zalatuje (pojawia się nieregularnie podczas przelotów)
- zalatuje wyjątkowo (obserwowany do pięciu razy)
- dawniej lęgowy lub zalatujący – obserwowany w stanie dzikim w latach 1801–1950.

## Gatunki zaliczane do polskiej awifauny
Uwaga: Informacje dotyczące liczebności, np. licznie lęgowy, pochodzą z książki autorstwa L. Svenssona, Ptaki, 2021, ISBN 978-837763-530-8

### Rząd:blaszkodziobe(Anseriformes)
| Nazwa polska                   | Nazwa łacińska                                 | Kat. AERC | Status gatunku w Polsce                                                               | Ochrona w Polsce                           | Grafika |
| Rodzina: kaczkowate (Anatidae) |                                                |           |                                                                                       |                                            |         |
| sterniczka zwyczajna           | Oxyura leucocephala                            | A         | zalatuje sporadycznie                                                                 | pod ścisłą ochroną                         |         |
| łabędź niemy                   | Cygnus olor                                    | A         | nielicznie lęgowy                                                                     | pod ścisłą ochroną                         |         |
| łabędź czarnodzioby            | Cygnus columbianus                             | A         | bardzo nielicznie przelotny                                                           | pod ścisłą ochroną                         |         |
| łabędź krzykliwy               | Cygnus cygnus                                  | A         | skrajnie nieliczny lęgowy, nielicznie zimujący i przelotny                            | pod ścisłą ochroną                         |         |
| bernikla obrożna               | Branta bernicla                                | A         | zalatuje rzadko                                                                       | pod ścisłą ochroną                         | ·       |
| bernikla białolica             | Branta leucopsis                               | A         | skrajnie nielicznie przelotny                                                         | pod ścisłą ochroną                         |         |
| bernikla rdzawoszyja           | Branta ruficollis                              | A         | skrajnie nielicznie przelotny                                                         | pod ścisłą ochroną                         |         |
| bernikla kanadyjska            | Branta canadensis                              | C         | lęgowy sporadycznie, skrajnie nielicznie przelotny                                    | nie objęty ochroną – gatunek inwazyjny     | ·       |
| gęgawa                         | Anser anser                                    | A         | nielicznie lęgowy                                                                     | łowny z okresem ochronnym                  |         |
| gęś zbożowa                    | Anser fabalis                                  | A         | bardzo licznie przelotny i zimujący                                                   | łowny z okresem ochronnym                  |         |
| gęś tundrowa                   | Anser serrirostris                             | A         | pojawia się regularnie                                                                |                                            |         |
| gęś krótkodzioba               | Anser brachyrhynchus                           | A         | zalatuje rzadko                                                                       | pod ścisłą ochroną                         |         |
| gęś białoczelna                | Anser albifrons                                | A         | bardzo licznie przelotny i zimujący                                                   | łowny z okresem ochronnym                  |         |
| gęś mała                       | Anser erythropus                               | A         | skrajnie nielicznie przelotny                                                         | pod ścisłą ochroną                         |         |
| kazarka egipska                | Alopochen aegyptiaca                           | C         | lęgowy sporadycznie, zalatuje rzadko                                                  | nie objęty ochroną – gatunek inwazyjny     |         |
| ohar                           | Tadorna tadorna                                | A         | skrajnie nielicznie lęgowy                                                            | pod ścisłą ochroną; wymaga ochrony czynnej |         |
| kazarka rdzawa                 | Tadorna ferruginea                             | A         | zalatuje rzadko, dawniej sporadycznie lęgowy                                          | pod ścisłą ochroną                         |         |
| mandarynka                     | Aix galericulata                               | C         | skrajnie nielicznie lęgowy, zalatuje rzadko                                           | nie objęty ochroną – gatunek inwazyjny     |         |
| lodówka                        | Clangula hyemalis                              | A         | licznie zimujący i przelotny                                                          | pod ścisłą ochroną                         |         |
| birginiak                      | Polysticta stelleri                            | A         | zalatuje rzadko                                                                       | pod ścisłą ochroną                         |         |
| turkan                         | Somateria spectabilis                          | A         | zalatuje sporadycznie                                                                 | pod ścisłą ochroną                         |         |
| edredon zwyczajny              | Somateria mollissima                           | A         | lęgowy sporadycznie, nielicznie zimujący i przelotnie                                 | pod ścisłą ochroną                         |         |
| kamieniuszka                   | Histrionicus histrionicus                      | A         | zalatuje wyjątkowo                                                                    | pod ścisłą ochroną                         |         |
| uhla zwyczajna                 | Melanitta fusca                                | A         | bardzo licznie zimujący i przelotny                                                   | pod ścisłą ochroną                         |         |
| uhla azjatycka                 | Melanitta stejnegeri                           | A         | zalatuje wyjątkowo                                                                    | pod ścisłą ochroną                         |         |
| markaczka zwyczajna            | Melanitta nigra                                | A         | licznie zimujący i przelotny                                                          | pod ścisłą ochroną                         |         |
| markaczka amerykańska          | Melanitta americana                            | A         | zalatuje wyjątkowo                                                                    | pod ścisłą ochroną                         |         |
| gągoł                          | Bucephala clangula                             | A         | nielicznie lęgowy                                                                     | pod ścisłą ochroną; wymaga ochrony czynnej |         |
| bielaczek                      | Mergellus albellus                             | A         | licznie zimujący i przelotny                                                          | pod ścisłą ochroną                         |         |
| nurogęś                        | Mergus merganser                               | A         | bardzo nielicznie lęgowy, nielicznie zimujący                                         | pod ścisłą ochroną; wymaga ochrony czynnej |         |
| szlachar                       | Mergus serrator                                | A         | lęgowy sporadycznie (ostatni lęg w 2003 roku), nielicznie przelotny i zimujący        | pod ścisłą ochroną; wymaga ochrony czynnej |         |
| hełmiatka                      | Netta rufina                                   | A         | skrajnie nielicznie lęgowy                                                            | pod ścisłą ochroną                         |         |
| głowienka zwyczajna            | Aythya ferina                                  | A         | licznie lęgowy                                                                        | łowny z okresem ochronnym                  |         |
| podgorzałka zwyczajna          | Aythya nyroca                                  | A         | skrajnie nielicznie lęgowy                                                            | pod ścisłą ochroną; wymaga ochrony czynnej |         |
| czerniczka                     | Aythya collaris                                | A         | zalatuje wyjątkowo                                                                    | pod ścisłą ochroną                         |         |
| czernica                       | Aythya fuligula                                | A         | licznie lęgowy                                                                        | łowny z okresem ochronnym                  |         |
| ogorzałka zwyczajna            | Aythya marila                                  | A         | bardzo licznie zimujący i przelotny, sporadycznie lęgowy                              | pod ścisłą ochroną                         |         |
| ogorzałka mała                 | Aythya affinis                                 | A         | zalatuje wyjątkowo                                                                    | pod ścisłą ochroną                         |         |
| bajkałówka                     | Sibirionetta formosa                           | A         | zalatuje wyjątkowo                                                                    |                                            |         |
| cyranka zwyczajna              | Spatula querquedula                            | A         | nielicznie lęgowy                                                                     | pod ścisłą ochroną; wymaga ochrony czynnej |         |
| płaskonos zwyczajny            | Spatula clypeata                               | A         | nielicznie lęgowy                                                                     | pod ścisłą ochroną; wymaga ochrony czynnej |         |
| cyranka modroskrzydła          | Spatula discors                                | A         | zalatuje wyjątkowo                                                                    | pod ścisłą ochroną                         |         |
| krakwa                         | Mareca strepera                                | A         | nielicznie lęgowy                                                                     | pod ścisłą ochroną; wymaga ochrony czynnej |         |
| świstun zwyczajny              | Mareca penelope                                | A         | skrajnie nielicznie lęgowy, bardzo nielicznie zimujący i przelotny                    | pod ścisłą ochroną                         |         |
| świstun amerykański            | Mareca americana                               | A         | zalatuje wyjątkowo                                                                    | pod ścisłą ochroną                         |         |
| krzyżówka zwyczajna            | Anas platyrhynchos                             | A         | bardzo licznie lęgowy                                                                 | łowny z okresem ochronnym                  |         |
| różeniec zwyczajny             | Anas acuta                                     | A         | skrajnie nielicznie lęgowy, bardzo nielicznie przelotny, skrajnie nielicznie zimujący | pod ścisłą ochroną; wymaga ochrony czynnej |         |
| cyraneczka zwyczajna           | Anas crecca                                    | A         | nielicznie lęgowy                                                                     | łowny z okresem ochronnym                  |         |
| cyraneczka karolińska          | Anas carolinensis lub Anas crecca carolinensis | A         | zalatuje wyjątkowo                                                                    | pod ścisłą ochroną                         |         |

### Rząd:grzebiące(Galliformes)
| Nazwa polska                    | Nazwa łacińska      | Kat. AERC | Status gatunku w Polsce      | Ochrona w Polsce                           | Grafika |
| Rodzina: kurowate (Phasianidae) |                     |           |                              |                                            |         |
| przepiórka zwyczajna            | Coturnix coturnix   | A         | licznie lęgowy               | pod ścisłą ochroną                         |         |
| kuropatwa zwyczajna             | Perdix perdix       | A         | licznie lęgowy               | łowny z okresem ochronnym                  |         |
| bażant zwyczajny                | Phasianus colchicus | C         | bardzo licznie lęgowy        | łowny z okresem ochronnym                  | ·       |
| jarząbek zwyczajny              | Tetrastes bonasia   | A         | licznie lęgowy               | łowny z okresem ochronnym                  |         |
| pardwa mszarna                  | Lagopus lagopus     | B         | dawniej wyjątkowo zalatujący | pod ścisłą ochroną                         |         |
| głuszec zwyczajny               | Tetrao urogallus    | A         | bardzo nielicznie lęgowy     | pod ścisłą ochroną; wymaga ochrony czynnej |         |
| cietrzew zwyczajny              | Lyrurus tetrix      | A         | bardzo nielicznie lęgowy     | pod ścisłą ochroną; wymaga ochrony czynnej |         |

### Rząd:flamingowe(Phoenicopteriformes)
| Nazwa polska                         | Nazwa łacińska        | Kat. AERC | Status gatunku w Polsce | Ochrona w Polsce   | Grafika |
| Rodzina: flamingi (Phoenicopteridae) |                       |           |                         |                    |         |
| flaming różowy                       | Phoenicopterus roseus | A         | zalatuje sporadycznie   | pod ścisłą ochroną |         |

### Rząd:perkozowe(Podicipediformes)
| Nazwa polska                     | Nazwa łacińska         | Kat. AERC | Status gatunku w Polsce                                     | Ochrona w Polsce   | Grafika |
| Rodzina: perkozy (Podicipedidae) |                        |           |                                                             |                    |         |
| perkozek grubodzioby             | Podilymbus podiceps    | A         | zalatuje wyjątkowo                                          | pod ścisłą ochroną |         |
| perkozek zwyczajny               | Tachybaptus ruficollis | A         | nielicznie/licznie lęgowy                                   | pod ścisłą ochroną |         |
| perkoz rdzawoszyi                | Podiceps grisegena     | A         | nielicznie lęgowy                                           | pod ścisłą ochroną |         |
| perkoz dwuczuby                  | Podiceps cristatus     | A         | licznie lęgowy                                              | pod ścisłą ochroną |         |
| perkoz rogaty                    | Podiceps auritus       | A         | lęgowy sporadycznie, bardzo nielicznie zimujący i przelotny | pod ścisłą ochroną |         |
| perkoz zausznik                  | Podiceps nigricollis   | A         | nielicznie lęgowy                                           | pod ścisłą ochroną |         |

### Rząd:gołębiowe(Columbiformes)
| Nazwa polska                      | Nazwa łacińska             | Kat. AERC | Status gatunku w Polsce | Ochrona w Polsce          | Grafika |
| Rodzina: gołębiowate (Columbidae) |                            |           |                         |                           |         |
| gołąb miejski                     | Columba livia forma urbana | C         | bardzo licznie lęgowy   | objęty ochroną częściową  |         |
| siniak                            | Columba oenas              | A         | licznie lęgowy          | pod ścisłą ochroną        |         |
| grzywacz                          | Columba palumbus           | A         | bardzo licznie lęgowy   | łowny z okresem ochronnym |         |
| turkawka zwyczajna                | Streptopelia turtur        | A         | licznie lęgowy          | pod ścisłą ochroną        |         |
| turkawka wschodnia                | Streptopelia orientalis    | A         | zalatuje wyjątkowo      | pod ścisłą ochroną        |         |
| sierpówka zwyczajna               | Streptopelia decaocto      | A         | bardzo licznie lęgowy   | pod ścisłą ochroną        |         |

### Rząd:stepówki(Pteroclidiformes)
| Nazwa polska                    | Nazwa łacińska       | Kat. AERC | Status gatunku w Polsce | Ochrona w Polsce   | Grafika |
| Rodzina: stepówki (Pteroclidae) |                      |           |                         |                    |         |
| pustynnik zwyczajny             | Syrrhaptes paradoxus | A         | zalatuje wyjątkowo      | pod ścisłą ochroną |         |

### Rząd:lelkowe(Caprimulgiformes)
| Nazwa polska                       | Nazwa łacińska        | Kat. AERC | Status gatunku w Polsce | Ochrona w Polsce   | Grafika |
| Rodzina: lelkowate (Caprimulgidae) |                       |           |                         |                    |         |
| lelek zwyczajny                    | Caprimulgus europaeus | A         | nielicznie lęgowy       | pod ścisłą ochroną |         |

### Rząd:krótkonogie(Apodiformes)
| Nazwa polska                    | Nazwa łacińska     | Kat. AERC | Status gatunku w Polsce | Ochrona w Polsce                           | Grafika |
| Rodzina: jerzykowate (Apodidae) |                    |           |                         |                                            |         |
| jerzyk alpejski                 | Tachymarptis melba | A         | zalatuje sporadycznie   | pod ścisłą ochroną                         |         |
| jerzyk blady                    | Apus pallidus      | A         | zalatuje wyjątkowo      | pod ścisłą ochroną                         |         |
| jerzyk zwyczajny                | Apus apus          | A         | bardzo licznie lęgowy   | pod ścisłą ochroną; wymaga ochrony czynnej |         |

### Rząd:kukułkowe(Cuculiformes)
| Nazwa polska                     | Nazwa łacińska  | Kat. AERC | Status gatunku w Polsce | Ochrona w Polsce   | Grafika |
| Rodzina: kukułkowate (Cuculidae) |                 |           |                         |                    |         |
| kukułka zwyczajna                | Cuculus canorus | A         | bardzo licznie lęgowy   | pod ścisłą ochroną |         |

### Rząd:żurawiowe(Gruiformes)
| Nazwa polska                   | Nazwa łacińska      | Kat. AERC | Status gatunku w Polsce                 | Ochrona w Polsce                           | Grafika |
| Rodzina: chruściele (Rallidae) |                     |           |                                         |                                            |         |
| wodnik zwyczajny               | Rallus aquaticus    | A         | licznie lęgowy                          | pod ścisłą ochroną                         |         |
| derkacz                        | Crex crex           | A         | licznie lęgowy                          | pod ścisłą ochroną; wymaga ochrony czynnej | ·       |
| kropiatka                      | Porzana porzana     | A         | licznie lęgowy                          | pod ścisłą ochroną; wymaga ochrony czynnej |         |
| zielonka                       | Zapornia parva      | A         | nielicznie lęgowy                       | pod ścisłą ochroną                         |         |
| karliczka zwyczajna            | Zapornia pusilla    | A         | lęgowy sporadycznie, zalatuje wyjątkowo | pod ścisłą ochroną                         |         |
| kokoszka zwyczajna             | Gallinula chloropus | A         | licznie lęgowy                          | pod ścisłą ochroną                         |         |
| łyska zwyczajna                | Fulica atra         | A         | bardzo licznie lęgowy                   | łowny z okresem ochronnym                  |         |
| Rodzina: żurawie (Gruidae)     |                     |           |                                         |                                            |         |
| żuraw stepowy                  | Grus virgo          | A         | zalatuje wyjątkowo                      | pod ścisłą ochroną                         |         |
| żuraw zwyczajny                | Grus grus           | A         | licznie lęgowy                          | pod ścisłą ochroną                         |         |

### Rząd:dropie(Otidiformes)
| Nazwa polska               | Nazwa łacińska         | Kat. AERC | Status gatunku w Polsce                                             | Ochrona w Polsce                           | Grafika |
| Rodzina: dropie (Otididae) |                        |           |                                                                     |                                            |         |
| strepet                    | Tetrax tetrax          | A         | lęgowy sporadycznie, zalatuje wyjątkowo                             | pod ścisłą ochroną                         |         |
| drop zwyczajny             | Otis tarda             | A         | bardzo nielicznie lęgowy (ostatnia para w 1986), zalatuje wyjątkowo | pod ścisłą ochroną; wymaga ochrony czynnej |         |
| hubara arabska             | Chlamydotis macqueenii | A         | zalatuje wyjątkowo                                                  | pod ścisłą ochroną                         |         |

### Rząd:siewkowe(Charadriiformes)
| Nazwa polska                             | Nazwa łacińska             | Kat. AERC | Status gatunku w Polsce                                                               | Ochrona w Polsce                           | Grafika |
| Rodzina: kulony (Burhinidae)             |                            |           |                                                                                       |                                            |         |
| kulon zwyczajny                          | Burhinus oedicnemus        | A         | skrajnie nielicznie lęgowy, zalatuje sporadycznie                                     | pod ścisłą ochroną; wymaga ochrony czynnej |         |
| Rodzina: ostrygojady (Haematopodidae)    |                            |           |                                                                                       |                                            |         |
| ostrygojad                               | Haematopus ostralegus      | A         | skrajnie nielicznie lęgowy                                                            | pod ścisłą ochroną                         |         |
| Rodzina: szczudłonogi (Recurvirostridae) |                            |           |                                                                                       |                                            |         |
| szczudłak zwyczajny                      | Himantopus himantopus      | A         | sporadycznie lęgowy, zalatuje rzadko                                                  | pod ścisłą ochroną                         | ·       |
| szablodziób zwyczajny                    | Recurvirostra avosetta     | A         | sporadycznie lęgowy, zalatuje rzadko                                                  | pod ścisłą ochroną                         |         |
| Rodzina: sieweczkowate (Charadriidae)    |                            |           |                                                                                       |                                            |         |
| siewnica                                 | Pluvialis squatarola       | A         | bardzo nielicznie przelotny                                                           | pod ścisłą ochroną                         |         |
| siewka złota                             | Pluvialis apricaria        | A         | lęgowy sporadycznie, nielicznie przelotny                                             | pod ścisłą ochroną                         |         |
| siewka złotawa                           | Pluvialis fulva            | A         | zalatuje wyjatkowo                                                                    | pod ścisłą ochroną                         |         |
| siewka szara                             | Pluvialis dominica         | A         | zalatuje wyjątkowo                                                                    | pod ścisłą ochroną                         |         |
| mornel                                   | Eudromias morinellus       | A         | lęgowy sporadycznie, skrajnie nielicznie przelotny                                    | pod ścisłą ochroną                         |         |
| sieweczka obrożna                        | Charadrius hiaticula       | A         | bardzo nielicznie lęgowy                                                              | pod ścisłą ochroną; wymaga ochrony czynnej |         |
| sieweczka rzeczna                        | Charadrius dubius          | A         | nielicznie lęgowy                                                                     | pod ścisłą ochroną                         |         |
| sieweczka morska                         | Anarhynchus alexandrinus   | A         | zalatuje sporadycznie, lęgowy sporadycznie                                            | pod ścisłą ochroną                         |         |
| sieweczka tybetańska                     | Anarhynchus atrifrons      | A         | zalatuje wyjątkowo                                                                    | pod ścisłą ochroną                         |         |
| sieweczka pustynna                       | Anarhynchus leschenaultii  | A         | zalatuje wyjątkowo                                                                    | pod ścisłą ochroną                         |         |
| sieweczka długonoga                      | Anarhynchus asiaticus      | A         | zalatuje wyjątkowo                                                                    | pod ścisłą ochroną                         |         |
| czajka zwyczajna                         | Vanellus vanellus          | A         | licznie lęgowy                                                                        | pod ścisłą ochroną; wymaga ochrony czynnej |         |
| czajka szponiasta                        | Vanellus spinosus          | A         | zalatuje wyjątkowo                                                                    |                                            |         |
| czajka towarzyska                        | Vanellus gregarius         | A         | zalatuje sporadycznie                                                                 | pod ścisłą ochroną                         |         |
| czajka stepowa                           | Vanellus leucurus          | A         | zalatuje wyjątkowo                                                                    | pod ścisłą ochroną                         |         |
| Rodzina: bekasowate (Scolopacidae)       |                            |           |                                                                                       |                                            |         |
| kulik mniejszy                           | Numenius phaeopus          | A         | skrajnie nielicznie lęgowy                                                            | pod ścisłą ochroną                         |         |
| kulik cienkodzioby                       | Numenius tenuirostris      | A         | zalatuje wyjątkowo (wymarły)                                                          | pod ścisłą ochroną                         |         |
| kulik wielki                             | Numenius arquata           | A         | skrajnie nielicznie lęgowy                                                            | pod ścisłą ochroną; wymaga ochrony czynnej |         |
| szlamnik zwyczajny                       | Limosa lapponica           | A         | skrajnie nielicznie przelotny                                                         | pod ścisłą ochroną                         |         |
| rycyk                                    | Limosa limosa              | A         | nielicznie lęgowy                                                                     | pod ścisłą ochroną; wymaga ochrony czynnej |         |
| kamusznik zwyczajny                      | Arenaria interpres         | A         | bardzo nielicznie lęgowy                                                              | pod ścisłą ochroną                         |         |
| biegus wielki                            | Calidris tenuirostris      | A         | zalatuje wyjątkowo                                                                    | pod ścisłą ochroną                         |         |
| biegus rdzawy                            | Calidris canutus           | A         | skrajnie nielicznie przelotny                                                         | pod ścisłą ochroną                         |         |
| batalion                                 | Calidris pugnax            | A         | skrajnie nielicznie lęgowy, licznie przelotny                                         | pod ścisłą ochroną; wymaga ochrony czynnej |         |
| biegus płaskodzioby                      | Calidris falcinellus       | A         | skrajnie nielicznie lęgowy                                                            | pod ścisłą ochroną                         |         |
| biegus ostrosterny                       | Calidris acuminata         | A         | zalatuje wyjątkowo                                                                    |                                            |         |
| biegus krzywodzioby                      | Calidris ferruginea        | A         | bardzo nielicznie przelotny                                                           | pod ścisłą ochroną                         |         |
| biegus mały                              | Calidris temminckii        | A         | bardzo nielicznie przelotny                                                           | pod ścisłą ochroną                         |         |
| piaskowiec                               | Calidris alba              | A         | bardzo nielicznie przelotny                                                           | pod ścisłą ochroną                         |         |
| biegus zmienny                           | Calidris alpina            | A         | sporadycznie lęgowy, nielicznie przelotny                                             | pod ścisłą ochroną; wymaga ochrony czynnej |         |
| biegus morski                            | Calidris maritima          | A         | zalatuje rzadko                                                                       | pod ścisłą ochroną                         |         |
| biegus długoskrzydły                     | Calidris bairdii           | A         | zalatuje wyjątkowo                                                                    | pod ścisłą ochroną                         |         |
| biegus malutki                           | Calidris minuta            | A         | bardzo nielicznie przelotny                                                           | pod ścisłą ochroną                         |         |
| biegus karłowaty                         | Calidris minutilla         | A         | zalatuje wyjątkowo                                                                    | pod ścisłą ochroną                         |         |
| biegus białorzytny                       | Calidris fuscicollis       | A         | zalatuje wyjątkowo                                                                    | pod ścisłą ochroną                         |         |
| biegus płowy                             | Calidris subruficollis     | A         | zalatuje sporadycznie                                                                 | pod ścisłą ochroną                         |         |
| biegus arktyczny                         | Calidris melanotos         | A         | zalatuje rzadko                                                                       | pod ścisłą ochroną                         |         |
| biegus tundrowy                          | Calidris pusilla           | A         | zalatuje wyjątkowo                                                                    | pod ścisłą ochroną                         |         |
| szlamiec długodzioby                     | Limnodromus scolopaceus    | A         | zalatuje wyjątkowo                                                                    | pod ścisłą ochroną                         |         |
| słonka zwyczajna                         | Scolopax rusticola         | A         | licznie/bardzo licznie lęgowy                                                         | łowny z okresem ochronnym                  |         |
| bekas dubelt                             | Gallinago media            | A         | bardzo nieliczny lęgowy                                                               | pod ścisłą ochroną                         |         |
| bekas kszyk                              | Gallinago gallinago        | A         | licznie lęgowy                                                                        | pod ścisłą ochroną                         | ·       |
| bekasik                                  | Lymnocryptes minimus       | A         | lęgowy sporadycznie, bardzo nielicznie przelotny                                      | pod ścisłą ochroną                         |         |
| terekia                                  | Xenus cinereus             | A         | zalatuje rzadko                                                                       | pod ścisłą ochroną                         |         |
| brodziec piskliwy                        | Actitis hypoleucos         | A         | nielicznie lęgowy                                                                     | pod ścisłą ochroną                         |         |
| brodziec plamisty                        | Actitis macularius         | A         | zalatuje wyjątkowo                                                                    | pod ścisłą ochroną                         |         |
| samotnik                                 | Tringa ochropus            | A         | nielicznie/licznie lęgowy                                                             | pod ścisłą ochroną; wymaga ochrony czynnej |         |
| brodziec żółtonogi                       | Tringa flavipes            | A         | zalatuje wyjątkowo                                                                    | pod ścisłą ochroną                         |         |
| brodziec śniady                          | Tringa erythropus          | A         | bardzo nielicznie przelotny                                                           | pod ścisłą ochroną                         |         |
| kwokacz                                  | Tringa nebularia           | A         | bardzo nielicznie lęgowy                                                              | pod ścisłą ochroną                         |         |
| brodziec piegowaty                       | Tringa melanoleuca         | A         | zalatuje wyjątkowo                                                                    | pod ścisłą ochroną                         |         |
| krwawodziób                              | Tringa totanus             | A         | nielicznie lęgowy                                                                     | pod ścisłą ochroną; wymaga ochrony czynnej |         |
| łęczak                                   | Tringa glareola            | A         | skrajnie nielicznie lęgowy, licznie przelotny                                         | pod ścisłą ochroną; wymaga ochrony czynnej |         |
| brodziec pławny                          | Tringa stagnatilis         | A         | skrajnie nielicznie lęgowy, zalatuje rzadko                                           | pod ścisłą ochroną                         |         |
| płatkonóg szydłodzioby                   | Phalaropus lobatus         | A         | bardzo nielicznie przelotny                                                           | pod ścisłą ochroną                         |         |
| płatkonóg płaskodzioby                   | Phalaropus fulicarius      | A         | zalatuje rzadko                                                                       | pod ścisłą ochroną                         |         |
| Rodzina: żwirowcowate (Glareolidae)      |                            |           |                                                                                       |                                            |         |
| żwirowiec łąkowy                         | Glareola pratincola        | A         | zalatuje sporadycznie                                                                 | pod ścisłą ochroną                         |         |
| żwirowiec stepowy                        | Glareola nordmanni         | A         | zalatuje sporadycznie                                                                 | pod ścisłą ochroną                         |         |
| Rodzina: alki (Alcidae)                  |                            |           |                                                                                       |                                            |         |
| maskonur zwyczajny                       | Fratercula arctica         | A         | zalatuje wyjątkowo                                                                    | pod ścisłą ochroną                         |         |
| nurnik zwyczajny                         | Cepphus grylle             | A         | bardzo nielicznie przelotny i zimujący                                                | pod ścisłą ochroną                         |         |
| alka zwyczajna                           | Alca torda                 | A         | nielicznie przelotny i zimujący                                                       | pod ścisłą ochroną                         |         |
| alczyk                                   | Alle alle                  | A         | zalatuje sporadycznie                                                                 | pod ścisłą ochroną                         |         |
| nurzyk polarny                           | Uria lomvia                | A         | zalatuje wyjątkowo                                                                    | pod ścisłą ochroną                         |         |
| nurzyk zwyczajny                         | Uria aalge                 | A         | bardzo nielicznie przelotny i zimujący                                                | pod ścisłą ochroną                         |         |
| Rodzina: wydrzyki (Stercorariidae)       |                            |           |                                                                                       |                                            |         |
| wydrzyk długosterny                      | Stercorarius longicaudus   | A         | zalatuje rzadko                                                                       | pod ścisłą ochroną                         |         |
| wydrzyk ostrosterny                      | Stercorarius parasiticus   | A         | skrajnie nielicznie przelotny                                                         | pod ścisłą ochroną                         |         |
| wydrzyk tęposterny                       | Stercorarius pomarinus     | A         | zalatuje rzadko                                                                       | pod ścisłą ochroną                         |         |
| wydrzyk wielki                           | Stercorarius skua          | A         | zalatuje rzadko                                                                       | pod ścisłą ochroną                         |         |
| Rodzina: mewowate (Laridae)              |                            |           |                                                                                       |                                            |         |
| mewa modrodzioba                         | Pagophila eburnea          | A         | zalatuje wyjątkowo                                                                    | pod ścisłą ochroną                         |         |
| mewa obrożna                             | Xema sabini                | A         | zalatuje sporadycznie                                                                 | pod ścisłą ochroną                         |         |
| mewa trójpalczasta                       | Rissa tridactyla           | A         | skrajnie nielicznie przelotny                                                         | pod ścisłą ochroną                         |         |
| mewa cienkodzioba                        | Chroicocephalus genei      | A         | zalatuje wyjątkowo                                                                    | pod ścisłą ochroną                         |         |
| mewa śmieszka                            | Chroicocephalus ridibundus | A         | bardzo licznie lęgowy                                                                 | pod ścisłą ochroną                         |         |
| mewa mała                                | Hydrocoloeus minutus       | A         | dawniej skrajnie nielicznie lęgowy, nielicznie przelotny i bardzo nielicznie zimujący | pod ścisłą ochroną; wymaga ochrony czynnej |         |
| mewa różowa                              | Rhodostethia rosea         | A         | zalatuje wyjątkowo                                                                    | pod ścisłą ochroną                         |         |
| mewa karaibska                           | Leucophaeus atricilla      | A         | zalatuje wyjątkowo                                                                    | pod ścisłą ochroną                         |         |
| mewa śródziemnomorska                    | Ichthyaetus audouinii      | A         | zalatuje wyjątkowo                                                                    |                                            |         |
| mewa czarnogłowa                         | Ichthyaetus melanocephalus | A         | skrajnie nielicznie lęgowy i przelotny                                                | pod ścisłą ochroną; wymaga ochrony czynnej |         |
| mewa orlica                              | Ichthyaetus ichthyaetus    | A         | zalatuje rzadko                                                                       | pod ścisłą ochroną                         |         |
| mewa siwa                                | Larus canus                | A         | nielicznie lęgowy                                                                     | pod ścisłą ochroną; wymaga ochrony czynnej |         |
| mewa delawarska                          | Larus delawarensis         | A         | zalatuje wyjatkowo                                                                    | pod ścisłą ochroną                         |         |
| mewa żółtonoga                           | Larus fuscus               | A         | nielicznie przelotny i zimujący                                                       | pod ścisłą ochroną                         |         |
| mewa srebrzysta                          | Larus argentatus           | A         | nielicznie lęgowy                                                                     | objęty ochroną częściową                   |         |
| mewa popielata                           | Larus smithsonianus        | A         | zalatuje wyjątkowo                                                                    |                                            |         |
| mewa romańska                            | Larus michahellis          | A         | skrajnie nielicznie lęgowy, przelotny?                                                | pod ścisłą ochroną                         |         |
| mewa białogłowa                          | Larus cachinnans           | A         | bardzo nielicznie lęgowy                                                              | objęty ochroną częściową                   |         |
| mewa blada                               | Larus hyperboreus          | A         | zalatuje sporadycznie                                                                 | pod ścisłą ochroną                         |         |
| mewa polarna                             | Larus glaucoides           | A         | zalatuje wyjątkowo                                                                    | pod ścisłą ochroną                         |         |
| mewa ochocka                             | Larus schistisagus         | A         | zalatuje wyjątkowo                                                                    | pod ścisłą ochroną                         |         |
| mewa siodłata                            | Larus marinus              | A         | nielicznie przelotny i zimujący                                                       | pod ścisłą ochroną                         |         |
| rybitwa krótkodzioba                     | Gelochelidon nilotica      | A         | zalatuje sporadycznie                                                                 | pod ścisłą ochroną                         |         |
| rybitwa wielkodzioba                     | Hydroprogne caspia         | A         | lęgowy sporadycznie, bardzo nielicznie przelotny                                      | pod ścisłą ochroną                         |         |
| rybitwa czubata                          | Thalasseus sandvicensis    | A         | sporadycznie lęgowy, nielicznie przelotny                                             | pod ścisłą ochroną; wymaga ochrony czynnej | ·       |
| rybitwa różowa                           | Sterna dougallii           | A         | zalatuje wyjatkowo                                                                    | pod ścisłą ochroną                         |         |
| rybitwa rzeczna                          | Sterna hirundo             | A         | nielicznie lęgowy                                                                     | pod ścisłą ochroną; wymaga ochrony czynnej | ·       |
| rybitwa popielata                        | Sterna paradisaea          | A         | lęgowy sporadycznie, skrajnie nielicznie przelotny                                    | pod ścisłą ochroną; wymaga ochrony czynnej |         |
| rybitwa białoczelna                      | Sternula albifrons         | A         | bardzo nielicznie lęgowy                                                              | pod ścisłą ochroną; wymaga ochrony czynnej |         |
| rybitwa białowąsa                        | Chlidonias hybrida         | A         | bardzo nielicznie/nielicznie lęgowy                                                   | pod ścisłą ochroną; wymaga ochrony czynnej |         |
| rybitwa czarna                           | Chlidonias niger           | A         | nielicznie lęgowy                                                                     | pod ścisłą ochroną; wymaga ochrony czynnej |         |
| rybitwa białoskrzydła                    | Chlidonias leucopterus     | A         | skrajnie nieliczny/nieliczny lęgowy                                                   | pod ścisłą ochroną; wymaga ochrony czynnej |         |

### Rząd:nury(Gaviiformes)
| Nazwa polska             | Nazwa łacińska | Kat. AERC | Status gatunku w Polsce                                               | Ochrona w Polsce   | Grafika |
| Rodzina: nury (Gaviidae) |                |           |                                                                       |                    |         |
| nur rdzawoszyi           | Gavia stellata | A         | pojawia się regularnie                                                | pod ścisłą ochroną |         |
| nur czarnoszyi           | Gavia arctica  | A         | lęgowy sporadycznie, nielicznie przelotny, bardzo nielicznie zimujący | pod ścisłą ochroną |         |
| nur pacyficzny           | Gavia pacifica | A         | zalatuje wyjątkowo                                                    |                    |         |
| nur lodowiec             | Gavia immer    | A         | zalatuje rzadko                                                       | pod ścisłą ochroną | ·       |
| nur białodzioby          | Gavia adamsii  | A         | zalatuje sporadycznie                                                 | pod ścisłą ochroną |         |

### Rząd:rurkonose(Procellariiformes)
| Nazwa polska                          | Nazwa łacińska        | Kat. AERC | Status gatunku w Polsce | Ochrona w Polsce   | Grafika |
| Rodzina: oceanniki (Oceanitidae)      |                       |           |                         |                    |         |
| oceannik żółtopłetwy                  | Oceanites oceanicus   | A         | zalatuje wyjątkowo      | pod ścisłą ochroną |         |
| Rodzina: nawałniki (Hydrobatidae)     |                       |           |                         |                    |         |
| nawałnik burzowy                      | Hydrobates pelagicus  | A         | zalatuje wyjątkowo      | pod ścisłą ochroną |         |
| nawałnik duży                         | Hydrobates leucorhous | A         | zalatuje sporadycznie   | pod ścisłą ochroną |         |
| Rodzina: burzykowate (Procellariidae) |                       |           |                         |                    |         |
| fulmar zwyczajny                      | Fulmarus glacialis    | A         | zalatuje wyjątkowo      | pod ścisłą ochroną |         |
| burzyk żółtodzioby                    | Calonectris diomedea  | A         | zalatuje wyjątkowo      | pod ścisłą ochroną |         |
| burzyk szary                          | Ardenna grisea        | A         | zalatuje wyjątkowo      | pod ścisłą ochroną |         |
| burzyk północny                       | Puffinus puffinus     | A         | zalatuje wyjątkowo      | pod ścisłą ochroną |         |
| burzyk balearski                      | Puffinus mauretanicus | A         | zalatuje wyjątkowo      | pod ścisłą ochroną |         |

### Rząd:bocianowe(Ciconiiformes)
| Nazwa polska                  | Nazwa łacińska  | Kat. AERC | Status gatunku w Polsce | Ochrona w Polsce                           | Grafika |
| Rodzina: bociany (Ciconiidae) |                 |           |                         |                                            |         |
| bocian czarny                 | Ciconia nigra   | A         | nielicznie lęgowy       | pod ścisłą ochroną; wymaga ochrony czynnej |         |
| bocian biały                  | Ciconia ciconia | A         | licznie lęgowy          | pod ścisłą ochroną; wymaga ochrony czynnej | ·       |

### Rząd:pelikanowe(Pelecaniformes)
| Nazwa polska                       | Nazwa łacińska        | Kat. AERC | Status gatunku w Polsce                     | Ochrona w Polsce                           | Grafika |
| Rodzina: pelikany (Pelecanidae)    |                       |           |                                             |                                            |         |
| pelikan różowy                     | Pelecanus onocrotalus | A         | zalatuje rzadko                             | pod ścisłą ochroną                         |         |
| pelikan kędzierzawy                | Pelecanus crispus     | A         | zalatuje wyjątkowo                          | pod ścisłą ochroną                         |         |
| Rodzina: czaplowate (Ardeidae)     |                       |           |                                             |                                            |         |
| bąk zwyczajny                      | Botaurus stellaris    | A         | nielicznie lęgowy                           | pod ścisłą ochroną                         |         |
| bączek zwyczajny                   | Botaurus minutus      | A         | bardzo nielicznie lęgowy                    | pod ścisłą ochroną; wymaga ochrony czynnej |         |
| ślepowron zwyczajny                | Nycticorax nycticorax | A         | bardzo nielicznie lęgowy                    | pod ścisłą ochroną; wymaga ochrony czynnej |         |
| czapla modronosa                   | Ardeola ralloides     | A         | zalatuje rzadko                             | pod ścisłą ochroną                         |         |
| czapla złotawa                     | Ardea ibis            | A         | zalatuje wyjątkowo                          | pod ścisłą ochroną                         |         |
| czapla siwa                        | Ardea cinerea         | A         | nielicznie/licznie lęgowy                   | objęty ochroną częściową                   |         |
| czapla purpurowa                   | Ardea purpurea        | A         | skrajnie nielicznie lęgowy, zalatuje rzadko | pod ścisłą ochroną                         |         |
| czapla biała                       | Ardea alba            | A         | skrajnie nielicznie lęgowy                  | pod ścisłą ochroną                         |         |
| czapla nadobna                     | Egretta garzetta      | A         | lęgowy sporadycznie, zalatuje rzadko        | pod ścisłą ochroną                         |         |
| Rodzina: ibisy (Threskiornithidae) |                       |           |                                             |                                            |         |
| warzęcha zwyczajna                 | Platalea leucorodia   | A         | zalatuje rzadko                             | pod ścisłą ochroną                         |         |
| ibis kasztanowaty                  | Plegadis falcinellus  | A         | zalatuje sporadycznie                       | pod ścisłą ochroną                         |         |

### Rząd:głuptakowe(Suliformes)
| Nazwa polska                           | Nazwa łacińska      | Kat. AERC | Status gatunku w Polsce | Ochrona w Polsce         | Grafika |
| Rodzina: głuptaki (Sulidae)            |                     |           |                         |                          |         |
| głuptak zwyczajny                      | Morus bassanus      | A         | zalatuje sporadycznie   | pod ścisłą ochroną       |         |
| głuptak białobrzuchy                   | Sula leucogaster    | A         | zalatuje wyjątkowo      |                          |         |
| Rodzina: kormorany (Phalacrocoracidae) |                     |           |                         |                          |         |
| kormoran mały                          | Microcarbo pygmaeus | A         | zalatuje rzadko         | pod ścisłą ochroną       |         |
| kormoran czubaty                       | Gulosus aristotelis | A         | zalatuje wyjątkowo      | pod ścisłą ochroną       |         |
| kormoran zwyczajny                     | Phalacrocorax carbo | A         | licznie lęgowy          | objęty ochroną częściową |         |

### Rząd:szponiaste(Accipitriformes)
| Nazwa polska                           | Nazwa łacińska         | Kat. AERC | Status gatunku w Polsce                                     | Ochrona w Polsce                           | Grafika |
| Rodzina: rybołowy (Pandionidae)        |                        |           |                                                             |                                            |         |
| rybołów                                | Pandion haliaetus      | A         | skrajnie nielicznie lęgowy                                  | pod ścisłą ochroną; wymaga ochrony czynnej | ·       |
| Rodzina: jastrzębiowate (Accipitridae) |                        |           |                                                             |                                            |         |
| kaniuk zwyczajny                       | Elanus caeruleus       | A         | zalatuje wyjątkowo (widziany dwa razy)                      | pod ścisłą ochroną                         |         |
| trzmielojad zwyczajny                  | Pernis apivorus        | A         | nielicznie lęgowy                                           | pod ścisłą ochroną                         |         |
| orłosęp                                | Gypaetus barbatus      | A         | zalatuje wyjątkowo                                          | pod ścisłą ochroną                         |         |
| ścierwnik                              | Neophron percnopterus  | A         | zalatuje wyjątkowo                                          | pod ścisłą ochroną                         |         |
| gadożer zwyczajny                      | Circaetus gallicus     | A         | skrajnie nielicznie lęgowy                                  | pod ścisłą ochroną; wymaga ochrony czynnej |         |
| sęp płowy                              | Gyps fulvus            | A         | zalatuje rzadko                                             | pod ścisłą ochroną                         |         |
| sęp kasztanowaty                       | Aegypius monachus      | A         | zalatuje sporadycznie                                       | pod ścisłą ochroną                         |         |
| orlik krzykliwy                        | Clanga pomarina        | A         | nielicznie lęgowy                                           | pod ścisłą ochroną; wymaga ochrony czynnej |         |
| orlik grubodzioby                      | Clanga clanga          | A         | skrajnie nielicznie lęgowy                                  | pod ścisłą ochroną; wymaga ochrony czynnej |         |
| orzeł stepowy                          | Aquila nipalensis      | A         | zalatuje sporadycznie                                       | pod ścisłą ochroną                         |         |
| orzeł cesarski                         | Aquila heliaca         | A         | zalatuje sporadycznie                                       | pod ścisłą ochroną                         |         |
| orzeł przedni                          | Aquila chrysaetos      | A         | skrajnie nielicznie lęgowy                                  | pod ścisłą ochroną; wymaga ochrony czynnej |         |
| orzeł południowy                       | Aquila fasciata        | A         | zalatuje wyjątkowo                                          |                                            |         |
| orzełek włochaty                       | Hieraaetus pennatus    | A         | dawniej skrajnie nielicznie lęgowy, obecnie zalatuje rzadko | pod ścisłą ochroną; wymaga ochrony czynnej |         |
| błotniak stawowy                       | Circus aeruginosus     | A         | nielicznie lęgowy                                           | pod ścisłą ochroną; wymaga ochrony czynnej |         |
| błotniak zbożowy                       | Circus cyaneus         | A         | lęgowy sporadycznie (ostatnio w 2020), przelotny            | pod ścisłą ochroną; wymaga ochrony czynnej |         |
| błotniak stepowy                       | Circus macrourus       | A         | skrajnie nielicznie przelotny                               | pod ścisłą ochroną                         |         |
| błotniak łąkowy                        | Circus pygargus        | A         | nielicznie lęgowy                                           | pod ścisłą ochroną; wymaga ochrony czynnej |         |
| krogulec krótkonogi                    | Tachyspiza brevipes    | A         | zalatuje wyjątkowo                                          | pod ścisłą ochroną                         |         |
| krogulec zwyczajny                     | Accipiter nisus        | A         | nielicznie lęgowy                                           | pod ścisłą ochroną                         |         |
| jastrząb zwyczajny                     | Astur gentilis         | A         | nielicznie lęgowy                                           | pod ścisłą ochroną                         |         |
| bielik wschodni                        | Haliaeetus leucoryphus | B         | dawniej wyjątkowo zalatujący                                | pod ścisłą ochroną                         |         |
| bielik zwyczajny                       | Haliaeetus albicilla   | A         | bardzo nielicznie lęgowy                                    | pod ścisłą ochroną                         |         |
| kania ruda                             | Milvus milvus          | A         | bardzo nielicznie lęgowy                                    | pod ścisłą ochroną; wymaga ochrony czynnej |         |
| kania czarna                           | Milvus migrans         | A         | bardzo nielicznie lęgowy                                    | pod ścisłą ochroną; wymaga ochrony czynnej |         |
| myszołów włochaty                      | Buteo lagopus          | A         | nielicznie lęgowy i przelotny                               | pod ścisłą ochroną                         |         |
| myszołów zwyczajny                     | Buteo buteo            | A         | licznie lęgowy                                              | pod ścisłą ochroną                         | ·       |
| kurhannik                              | Buteo rufinus          | A         | skrajnie nielicznie przelotny                               | pod ścisłą ochroną                         |         |

### Rząd:sowy(Strigiformes)
| Nazwa polska                        | Nazwa łacińska        | Kat. AERC | Status gatunku w Polsce                          | Ochrona w Polsce                           | Grafika |
| Rodzina: płomykówkowate (Tytonidae) |                       |           |                                                  |                                            |         |
| płomykówka zwyczajna                | Tyto alba             | A         | nielicznie lęgowy                                | pod ścisłą ochroną; wymaga ochrony czynnej |         |
| Rodzina: puszczykowate (Strigidae)  |                       |           |                                                  |                                            |         |
| sowa jarzębata                      | Surnia ulula          | A         | zalatuje wyjątkowo                               | pod ścisłą ochroną                         |         |
| sóweczka zwyczajna                  | Glaucidium passerinum | A         | bardzo nielicznie lęgowy                         | pod ścisłą ochroną; wymaga ochrony czynnej |         |
| pójdźka zwyczajna                   | Athene noctua         | A         | nielicznie lęgowy                                | pod ścisłą ochroną; wymaga ochrony czynnej |         |
| włochatka zwyczajna                 | Aegolius funereus     | A         | nielicznie lęgowy                                | pod ścisłą ochroną; wymaga ochrony czynnej |         |
| syczek zwyczajny                    | Otus scops            | A         | zalatuje wyjątkowo                               | pod ścisłą ochroną                         |         |
| uszatka zwyczajna                   | Asio otus             | A         | lęgowy nielicznie/licznie                        | pod ścisłą ochroną                         |         |
| uszatka błotna                      | Asio flammeus         | A         | skrajnie nielicznie lęgowy, przelotny i zimujący | pod ścisłą ochroną; wymaga ochrony czynnej |         |
| puszczyk zwyczajny                  | Strix aluco           | A         | licznie lęgowy                                   | pod ścisłą ochroną                         | ·       |
| puszczyk uralski                    | Strix uralensis       | A         | bardzo nielicznie lęgowy                         | pod ścisłą ochroną                         |         |
| puszczyk mszarny                    | Strix nebulosa        | A         | sporadycznie lęgowy, zalatuje sporadycznie       | pod ścisłą ochroną; wymaga ochrony czynnej |         |
| puchacz śnieżny                     | Bubo scandiacus       | A         | zalatuje sporadycznie                            | pod ścisłą ochroną                         |         |
| puchacz zwyczajny                   | Bubo bubo             | A         | skrajnie nielicznie lęgowy                       | pod ścisłą ochroną; wymaga ochrony czynnej |         |

### Rząd:dzioborożcowe(Bucerotiformes)
| Nazwa polska              | Nazwa łacińska | Kat. AERC | Status gatunku w Polsce | Ochrona w Polsce                           | Grafika |
| Rodzina: dudki (Upupidae) |                |           |                         |                                            |         |
| dudek                     | Upupa epops    | A         | licznie lęgowy          | pod ścisłą ochroną; wymaga ochrony czynnej |         |

### Rząd:dzięciołowe(Piciformes)
| Nazwa polska                     | Nazwa łacińska       | Kat. AERC | Status gatunku w Polsce  | Ochrona w Polsce                           | Grafika |
| Rodzina: dzięciołowate (Picidae) |                      |           |                          |                                            |         |
| krętogłów zwyczajny              | Jynx torquilla       | A         | nielicznie lęgowy        | pod ścisłą ochroną                         |         |
| dzięcioł zielonosiwy             | Picus canus          | A         | nielicznie lęgowy        | pod ścisłą ochroną; wymaga ochrony czynnej |         |
| dzięcioł zielony                 | Picus viridis        | A         | nielicznie lęgowy        | pod ścisłą ochroną; wymaga ochrony czynnej |         |
| dzięcioł czarny                  | Dryocopus martius    | A         | licznie lęgowy           | pod ścisłą ochroną; wymaga ochrony czynnej |         |
| dzięcioł średni                  | Dendrocoptes medius  | A         | licznie lęgowy           | pod ścisłą ochroną; wymaga ochrony czynnej |         |
| dzięciołek                       | Dryobates minor      | A         | licznie lęgowy           | pod ścisłą ochroną                         |         |
| dzięcioł duży                    | Dendrocopos major    | A         | bardzo licznie lęgowy    | pod ścisłą ochroną                         | ·       |
| dzięcioł białoszyi               | Dendrocopos syriacus | A         | nielicznie lęgowy        | pod ścisłą ochroną                         |         |
| dzięcioł białogrzbiety           | Dendrocopos leucotos | A         | bardzo nielicznie lęgowy | pod ścisłą ochroną; wymaga ochrony czynnej |         |
| dzięcioł trójpalczasty           | Picoides tridactylus | A         | bardzo nielicznie lęgowy | pod ścisłą ochroną; wymaga ochrony czynnej |         |

### Rząd:kraskowe(Coraciiformes)
| Nazwa polska                         | Nazwa łacińska    | Kat. AERC | Status gatunku w Polsce                     | Ochrona w Polsce                           | Grafika |
| Rodzina: żołny (Meropidae)           |                   |           |                                             |                                            |         |
| żołna zwyczajna                      | Merops apiaster   | A         | bardzo nielicznie lęgowy                    | pod ścisłą ochroną; wymaga ochrony czynnej |         |
| Rodzina: kraski (Coraciidae)         |                   |           |                                             |                                            |         |
| kraska zwyczajna                     | Coracias garrulus | A         | skrajnie nielicznie lęgowy                  | pod ścisłą ochroną; wymaga ochrony czynnej |         |
| Rodzina: zimorodkowate (Alcedinidae) |                   |           |                                             |                                            |         |
| zimorodek zwyczajny                  | Alcedo atthis     | A         | nielicznie lęgowy                           | pod ścisłą ochroną                         |         |
| rybaczek srokaty                     | Ceryle rudis      | B         | zalatuje wyjątkowo (raz stwierdzony w 1856) | pod ścisłą ochroną                         |         |

### Rząd:sokołowe(Falconiformes)
| Nazwa polska                     | Nazwa łacińska    | Kat. AERC | Status gatunku w Polsce                                                           | Ochrona w Polsce                           | Grafika |
| Rodzina: sokołowate (Falconidae) |                   |           |                                                                                   |                                            |         |
| pustułeczka                      | Falco naumanni    | A         | dawniej lęgowy (ostatni lęg w 1962), obecnie zalatuje wyjątkowo (ostatnio w 2007) | pod ścisłą ochroną                         |         |
| pustułka zwyczajna               | Falco tinnunculus | A         | nielicznie lęgowy                                                                 | pod ścisłą ochroną; wymaga ochrony czynnej |         |
| kobczyk zwyczajny                | Falco vespertinus | A         | lęgowy sporadycznie, skrajnie nielicznie przelotny                                | pod ścisłą ochroną                         |         |
| drzemlik                         | Falco columbarius | A         | bardzo nielicznie przelotny, skrajnie nielicznie zimujący                         | pod ścisłą ochroną                         |         |
| kobuz                            | Falco subbuteo    | A         | bardzo nielicznie lęgowy                                                          | pod ścisłą ochroną; wymaga ochrony czynnej |         |
| sokół skalny                     | Falco eleonorae   | A         | zalatuje wyjątkowo                                                                | pod ścisłą ochroną                         |         |
| raróg zwyczajny                  | Falco cherrug     | A         | lęgowy sporadycznie, zalatuje rzadko                                              | pod ścisłą ochroną                         |         |
| raróg górski                     | Falco biarmicus   | A         | pochodzący z niewoli                                                              | pod ścisłą ochroną                         |         |
| białozór                         | Falco rusticolus  | A         | zalatuje sporadycznie                                                             | pod ścisłą ochroną                         |         |
| sokół wędrowny                   | Falco peregrinus  | A         | skrajnie nielicznie lęgowy, przelotny                                             | pod ścisłą ochroną; wymaga ochrony czynnej |         |

### Rząd:wróblowe(Passeriformes)
| Nazwa polska                           | Nazwa łacińska                | Kat. AERC | Status gatunku w Polsce                                                        | Ochrona w Polsce                                                                   | Grafika |
| Rodzina: wireonkowate (Vireonidae)     |                               |           |                                                                                |                                                                                    |         |
| wireonek czerwonooki                   | Vireo olivaceus               | A         | zalatuje wyjątkowo                                                             | pod ścisłą ochroną                                                                 |         |
| Rodzina: wilgowate (Oriolidae)         |                               |           |                                                                                |                                                                                    |         |
| wilga zwyczajna                        | Oriolus oriolus               | A         | licznie lęgowy                                                                 | pod ścisłą ochroną                                                                 |         |
| Rodzina: dzierzby (Laniidae)           |                               |           |                                                                                |                                                                                    |         |
| gąsiorek                               | Lanius collurio               | A         | bardzo licznie lęgowy                                                          | pod ścisłą ochroną                                                                 |         |
| dzierzba rdzawosterna                  | Lanius phoenicuroides         | A         | zalatuje wyjątkowo                                                             | pod ścisłą ochroną                                                                 |         |
| dzierzba pustynna                      | Lanius isabellinus            | A         | zalatuje wyjątkowo                                                             | pod ścisłą ochroną                                                                 |         |
| dzierzba czarnoczelna                  | Lanius minor                  | A         | lęgowy sporadycznie, zalatuje rzadko                                           | pod ścisłą ochroną; wymaga ochrony czynnej                                         |         |
| srokosz północny                       | Lanius borealis               | A         | zalatuje wyjątkowo                                                             |                                                                                    |         |
| srokosz                                | Lanius excubitor              | A         | licznie lęgowy                                                                 | pod ścisłą ochroną                                                                 |         |
| dzierzba rudogłowa                     | Lanius senator                | A         | dawniej skrajnie nielicznie lęgowy, obecnie zalatuje sporadycznie              | pod ścisłą ochroną; wymaga ochrony czynnej                                         |         |
| Rodzina: krukowate (Corvidae)          |                               |           |                                                                                |                                                                                    |         |
| wieszczek                              | Pyrrhocorax graculus          | A         | lęgowy sporadycznie, zalatuje wyjątkowo                                        | pod ścisłą ochroną                                                                 |         |
| sójka syberyjska                       | Perisoreus infaustus          | A         | zalatuje wyjątkowo                                                             | pod ścisłą ochroną                                                                 |         |
| sójka zwyczajny                        | Garrulus glandarius           | A         | bardzo licznie lęgowy                                                          | pod ścisłą ochroną                                                                 | ·       |
| sroka zwyczajna                        | Pica pica                     | A         | bardzo licznie lęgowy                                                          | objęty ochroną częściową                                                           | ·       |
| orzechówka zwyczajna                   | Nucifraga caryocatactes       | A         | nielicznie lęgowy                                                              | pod ścisłą ochroną                                                                 |         |
| kawka zwyczajna                        | Coloeus monedula              | A         | bardzo licznie lęgowy                                                          | pod ścisłą ochroną                                                                 |         |
| gawron                                 | Corvus frugilegus             | A         | bardzo licznie lęgowy                                                          | pod ścisłą ochroną, osobniki w obszarze administracyjnym miast – ochrona częściowa |         |
| kruk zwyczajny                         | Corvus corax                  | A         | licznie lęgowy                                                                 | objęty ochroną częściową                                                           |         |
| czarnowron                             | Corvus corone                 | A         | skrajnie nielicznie lęgowy, przelotny i zimujący                               | pod ścisłą ochroną                                                                 |         |
| wrona siwa                             | Corvus cornix                 | A         | licznie/bardzo licznie lęgowy                                                  | objęty ochroną częściową                                                           | ·       |
| Rodzina: sikory (Paridae)              |                               |           |                                                                                |                                                                                    |         |
| sosnówka                               | Periparus ater                | A         | bardzo licznie lęgowy                                                          | pod ścisłą ochroną                                                                 |         |
| czubatka                               | Lophophanes cristatus         | A         | bardzo licznie lęgowy                                                          | pod ścisłą ochroną                                                                 | ·       |
| sikora uboga                           | Poecile palustris             | A         | bardzo licznie lęgowy                                                          | pod ścisłą ochroną                                                                 |         |
| czarnogłówka                           | Poecile montanus              | A         | bardzo licznie lęgowy                                                          | pod ścisłą ochroną                                                                 |         |
| modraszka zwyczajna                    | Cyanistes caeruleus           | A         | bardzo licznie lęgowy                                                          | pod ścisłą ochroną                                                                 |         |
| sikora lazurowa                        | Cyanistes cyanus              | A         | zalatuje sporadycznie                                                          | pod ścisłą ochroną                                                                 |         |
| bogatka zwyczajna                      | Parus major                   | A         | masowo lęgowy                                                                  | pod ścisłą ochroną                                                                 | ·       |
| Rodzina: remizy (Remizidae)            |                               |           |                                                                                |                                                                                    |         |
| remiz zwyczajny                        | Remiz pendulinus              | A         | nielicznie lęgowy                                                              | pod ścisłą ochroną                                                                 |         |
| Rodzina: skowronki (Alaudidae)         |                               |           |                                                                                |                                                                                    |         |
| lerka                                  | Lullula arborea               | A         | licznie lęgowy                                                                 | pod ścisłą ochroną                                                                 |         |
| skowronek białoskrzydły                | Alauda leucoptera             | A         | zalatuje wyjątkowo                                                             | pod ścisłą ochroną                                                                 |         |
| skowronek zwyczajny                    | Alauda arvensis               | A         | bardzo licznie lęgowy                                                          | pod ścisłą ochroną                                                                 | ·       |
| dzierlatka zwyczajna                   | Galerida cristata             | A         | nielicznie lęgowy                                                              | pod ścisłą ochroną                                                                 |         |
| górniczek zwyczajny                    | Eremophila alpestris          | A         | nielicznie przelotny i zimujący                                                | pod ścisłą ochroną                                                                 |         |
| skowrończyk krótkopalcowy              | Calandrella brachydactyla     | A         | zalatuje sporadycznie                                                          | pod ścisłą ochroną                                                                 |         |
| kalandra dwuplamista                   | Melanocorypha bimaculata      | A         | zalatuje wyjątkowo                                                             | pod ścisłą ochroną                                                                 |         |
| kalandra szara                         | Melanocorypha calandra        | A         | zalatuje wyjątkowo                                                             | pod ścisłą ochroną                                                                 |         |
| kalandra czarna                        | Melanocorypha yeltoniensis    | A         | zalatuje wyjątkowo                                                             | pod ścisłą ochroną                                                                 |         |
| Rodzina: wąsatki (Panuridae)           |                               |           |                                                                                |                                                                                    |         |
| wąsatka                                | Panurus biarmicus             | A         | nielicznie lęgowy                                                              | pod ścisłą ochroną                                                                 |         |
| Rodzina: świerszczaki (Locustellidae)  |                               |           |                                                                                |                                                                                    |         |
| świerszczak melodyjny                  | Helopsaltes certhiola         | A         | zalatuje wyjątkowo                                                             | pod ścisłą ochroną                                                                 |         |
| brzęczka                               | Locustella luscinioides       | A         | licznie lęgowy                                                                 | pod ścisłą ochroną                                                                 | ·       |
| strumieniówka                          | Locustella fluviatilis        | A         | licznie lęgowy                                                                 | pod ścisłą ochroną                                                                 |         |
| świerszczak zwyczajny                  | Locustella naevia             | A         | bardzo licznie lęgowy                                                          | pod ścisłą ochroną                                                                 |         |
| Rodzina: trzciniaki (Acrocephalidae)   |                               |           |                                                                                |                                                                                    |         |
| zaganiacz mały                         | Iduna caligata                | A         | zalatuje wyjątkowo                                                             | pod ścisłą ochroną                                                                 |         |
| zaganiacz blady                        | Iduna pallida                 | A         | zalatuje wyjątkowo                                                             |                                                                                    |         |
| zaganiacz szczebiotliwy                | Hippolais polyglotta          | A         | zalatuje wyjątkowo                                                             | pod ścisłą ochroną                                                                 |         |
| zaganiacz zwyczajny                    | Hippolais icterina            | A         | bardzo licznie lęgowy                                                          | pod ścisłą ochroną                                                                 |         |
| wodniczka                              | Acrocephalus paludicola       | A         | nielicznie lęgowy                                                              | pod ścisłą ochroną; wymaga ochrony czynnej                                         |         |
| tamaryszka                             | Acrocephalus melanopogon      | A         | zalatuje wyjątkowo                                                             | pod ścisłą ochroną                                                                 |         |
| rokitniczka                            | Acrocephalus schoenobaenus    | A         | licznie lęgowy                                                                 | pod ścisłą ochroną                                                                 |         |
| zaroślówka                             | Acrocephalus dumetorum        | A         | skrajnie nielicznie lęgowy/zalatuje rzadko                                     | pod ścisłą ochroną                                                                 |         |
| łozówka                                | Acrocephalus palustris        | A         | bardzo licznie lęgowy                                                          | pod ścisłą ochroną                                                                 |         |
| trzcinniczek zwyczajny                 | Acrocephalus scirpaceus       | A         | licznie lęgowy                                                                 | pod ścisłą ochroną                                                                 |         |
| trzcinniczek kaspijski                 | Acrocephalus agricola         | A         | zalatuje wyjątkowo                                                             | pod ścisłą ochroną                                                                 |         |
| trzciniak zwyczajny                    | Acrocephalus arundinaceus     | A         | licznie/bardzo licznie lęgowy                                                  | pod ścisłą ochroną                                                                 | ·       |
| Rodzina: jaskółkowate (Hirundinidae)   |                               |           |                                                                                |                                                                                    |         |
| oknówka zwyczajna                      | Delichon urbicum              | A         | bardzo licznie lęgowy                                                          | pod ścisłą ochroną                                                                 |         |
| jaskółka śródziemnomorska              | Cecropis rufula               | A         | zalatuje wyjątkowo                                                             | pod ścisłą ochroną                                                                 |         |
| dymówka                                | Hirundo rustica               | A         | masowo lęgowy                                                                  | pod ścisłą ochroną                                                                 | ·       |
| brzegówka zwyczajna                    | Riparia riparia               | A         | bardzo licznie lęgowy                                                          | pod ścisłą ochroną                                                                 |         |
| Rodzina: świstunki (Phylloscopidae)    |                               |           |                                                                                |                                                                                    |         |
| świstunka górska                       | Phylloscopus bonelli          | A         | lęgowy sporadycznie, zalatuje wyjątkowo                                        | pod ścisłą ochroną                                                                 |         |
| świstunka leśna                        | Phylloscopus sibilatrix       | A         | masowo lęgowy                                                                  | pod ścisłą ochroną                                                                 | ·       |
| świstunka żółtawa                      | Phylloscopus inornatus        | A         | zalatuje rzadko                                                                | pod ścisłą ochroną                                                                 |         |
| świstunka ałtajska                     | Phylloscopus humei            | A         | zalatuje wyjątkowo                                                             | pod ścisłą ochroną                                                                 |         |
| świstunka złotawa                      | Phylloscopus proregulus       | A         | zalatuje wyjątkowo                                                             | pod ścisłą ochroną                                                                 |         |
| świstunka brunatna                     | Phylloscopus fuscatus         | A         | zalatuje wyjątkowo                                                             | pod ścisłą ochroną                                                                 |         |
| piecuszek                              | Phylloscopus trochilus        | A         | masowo lęgowy                                                                  | pod ścisłą ochroną                                                                 | ·       |
| świstunka iberyjska                    | Phylloscopus ibericus         | A         | zalatuje wyjątkowo                                                             | pod ścisłą ochroną                                                                 |         |
| pierwiosnek                            | Phylloscopus collybita        | A         | masowo lęgowy                                                                  | pod ścisłą ochroną                                                                 | ·       |
| świstunka grubodzioba                  | Phylloscopus schwarzi         | A         | zalatuje wyjątkowo                                                             | pod ścisłą ochroną                                                                 |         |
| wójcik                                 | Phylloscopus trochiloides     | A         | lęgowy sporadycznie, skrajnie nielicznie przelotny, niedostateczne rozpoznany  | pod ścisłą ochroną                                                                 |         |
| świstunka północna                     | Phylloscopus borealis         | A         | zalatuje wyjątkowo                                                             | pod ścisłą ochroną                                                                 |         |
| Rodzina: raniuszki (Aegithalidae)      |                               |           |                                                                                |                                                                                    |         |
| raniuszek zwyczajny                    | Aegithalos caudatus           | A         | licznie lęgowy                                                                 | pod ścisłą ochroną                                                                 |         |
| Rodzina: pokrzewki (Sylviidae)         |                               |           |                                                                                |                                                                                    |         |
| kapturka                               | Sylvia atricapilla            | A         | masowo lęgowy                                                                  | pod ścisłą ochroną                                                                 |         |
| gajówka                                | Sylvia borin                  | A         | bardzo licznie lęgowy                                                          | pod ścisłą ochroną                                                                 |         |
| jarzębatka                             | Curruca nisoria               | A         | licznie lęgowy                                                                 | pod ścisłą ochroną                                                                 |         |
| piegża                                 | Curruca curruca               | A         | bardzo licznie lęgowy                                                          | pod ścisłą ochroną                                                                 |         |
| pokrzewka wąsata                       | Curruca cantillans            | A         | zalatuje wyjątkowo                                                             | pod ścisłą ochroną                                                                 |         |
| pokrzewka iberyjska                    | Curruca iberiae               | A         | zalatuje wyjątkowo                                                             |                                                                                    |         |
| pokrzewka aksamitna                    | Curruca melanocephala         | A         | zalatuje wyjątkowo                                                             | pod ścisłą ochroną                                                                 |         |
| cierniówka                             | Curruca communis              | A         | masowo lęgowy                                                                  | pod ścisłą ochroną                                                                 |         |
| Rodzina: mysikróliki (Regulidae)       |                               |           |                                                                                |                                                                                    |         |
| mysikrólik zwyczajny                   | Regulus regulus               | A         | bardzo licznie lęgowy                                                          | pod ścisłą ochroną                                                                 |         |
| zniczek zwyczajny                      | Regulus ignicapilla           | A         | licznie lęgowy                                                                 | pod ścisłą ochroną                                                                 |         |
| Rodzina: jemiołuszki (Bombycillidae)   |                               |           |                                                                                |                                                                                    |         |
| jemiołuszka zwyczajna                  | Bombycilla garrulus           | A         | nielicznie przelotny i zimujący                                                | pod ścisłą ochroną                                                                 |         |
| Rodzina: kowaliki (Sittidae)           |                               |           |                                                                                |                                                                                    |         |
| kowalik zwyczajny                      | Sitta europaea                | A         | bardzo licznie lęgowy                                                          | pod ścisłą ochroną                                                                 | ·       |
| Rodzina: pełzacze (Certhiidae)         |                               |           |                                                                                |                                                                                    |         |
| pełzacz leśny                          | Certhia familiaris            | A         | bardzo licznie lęgowy                                                          | pod ścisłą ochroną                                                                 |         |
| pełzacz ogrodowy                       | Certhia brachydactyla         | A         | licznie lęgowy                                                                 | pod ścisłą ochroną                                                                 |         |
| Rodzina: pomurniki (Tichodromidae)     |                               |           |                                                                                |                                                                                    |         |
| pomurnik                               | Tichodroma muraria            | A         | skrajnie nielicznie lęgowy                                                     | pod ścisłą ochroną                                                                 |         |
| Rodzina: strzyżyki (Troglodytidae)     |                               |           |                                                                                |                                                                                    |         |
| strzyżyk                               | Troglodytes troglodytes       | A         | bardzo licznie lęgowy                                                          | pod ścisłą ochroną                                                                 | ·       |
| Rodzina: szpakowate (Sturnidae)        |                               |           |                                                                                |                                                                                    |         |
| szpak zwyczajny                        | Sturnus vulgaris              | A         | masowo lęgowy                                                                  | pod ścisłą ochroną                                                                 | ·       |
| szpak jednobarwny                      | Sturnus unicolor              | A         | zalatuje wyjątkowo                                                             |                                                                                    |         |
| pasterz                                | Pastor roseus                 | A         | zalatuje sporadycznie                                                          | pod ścisłą ochroną                                                                 |         |
| Rodzina: pluszcze (Cinclidae)          |                               |           |                                                                                |                                                                                    |         |
| pluszcz zwyczajny                      | Cinclus cinclus               | A         | nielicznie lęgowy                                                              | pod ścisłą ochroną                                                                 |         |
| Rodzina: muchołówkowate (Muscicapidae) |                               |           |                                                                                |                                                                                    |         |
| muchołówka szara                       | Muscicapa striata             | A         | bardzo licznie lęgowy                                                          | pod ścisłą ochroną                                                                 |         |
| rudzik                                 | Erithacus rubecula            | A         | masowo lęgowy                                                                  | pod ścisłą ochroną                                                                 | ·       |
| słowik syberyjski                      | Larvivora sibilans            | A         | zalatuje wyjątkowo                                                             | pod ścisłą ochroną                                                                 |         |
| słowik rdzawy                          | Luscinia megarhynchos         | A         | bardzo licznie lęgowy                                                          | pod ścisłą ochroną                                                                 | ·       |
| słowik szary                           | Luscinia luscinia             | A         | bardzo licznie lęgowy                                                          | pod ścisłą ochroną                                                                 | ·       |
| podróżniczek                           | Luscinia svecica              | A         | nielicznie lęgowy                                                              | pod ścisłą ochroną                                                                 |         |
| modraczek zwyczajny                    | Tarsiger cyanurus             | A         | zalatuje wyjątkowo                                                             | pod ścisłą ochroną                                                                 |         |
| muchołówka mała                        | Ficedula parva                | A         | licznie lęgowy                                                                 | pod ścisłą ochroną                                                                 |         |
| muchołówka żałobna                     | Ficedula hypoleuca            | A         | bardzo licznie lęgowy                                                          | pod ścisłą ochroną                                                                 | ·       |
| muchołówka białoszyja                  | Ficedula albicollis           | A         | nielicznie lęgowy                                                              | pod ścisłą ochroną                                                                 |         |
| pleszka zwyczajna                      | Phoenicurus phoenicurus       | A         | bardzo licznie lęgowy                                                          | pod ścisłą ochroną                                                                 |         |
| kopciuszek zwyczajny                   | Phoenicurus ochruros          | A         | licznie lęgowy                                                                 | pod ścisłą ochroną                                                                 |         |
| nagórnik zwyczajny                     | Monticola saxatilis           | A         | lęgowy skrajnie nielicznie/zalatuje rzadko                                     | pod ścisłą ochroną                                                                 |         |
| pokląskwa                              | Saxicola rubetra              | A         | bardzo licznie lęgowy                                                          | pod ścisłą ochroną                                                                 |         |
| kląskawka syberyjska                   | Saxicola maurus               | A         | zalatuje wyjątkowo                                                             | pod ścisłą ochroną                                                                 |         |
| kląskawka zwyczajna                    | Saxicola rubicola             | A         | licznie lęgowy                                                                 | pod ścisłą ochroną                                                                 |         |
| białorzytka                            | Oenanthe oenanthe             | A         | licznie lęgowy                                                                 | pod ścisłą ochroną                                                                 |         |
| białorzytka płowa                      | Oenanthe isabellina           | A         | zalatuje wyjątkowo                                                             | pod ścisłą ochroną                                                                 |         |
| białorzytka pustynna                   | Oenanthe deserti              | A         | zalatuje wyjątkowo                                                             | pod ścisłą ochroną                                                                 |         |
| białorzytka rdzawa                     | Oenanthe hispanica            | A         | zalatuje wyjątkowo                                                             |                                                                                    |         |
| białorzytka pstra                      | Oenanthe pleschanka           | A         | zalatuje wyjątkowo                                                             | pod ścisłą ochroną                                                                 |         |
| białorzytka saharyjska                 | Oenanthe leucopyga            | A         | zalatuje wyjątkowo                                                             | pod ścisłą ochroną                                                                 |         |
| Rodzina: drozdowate (Turdidae)         |                               |           |                                                                                |                                                                                    |         |
| drozdoń tajgowy                        | Zoothera aurea                | A         | zalatuje wyjątkowo                                                             | pod ścisłą ochroną                                                                 |         |
| drozdaczek ciemny                      | Geokichla sibirica            | A         | zalatuje wyjątkowo                                                             | pod ścisłą ochroną                                                                 |         |
| paszkot                                | Turdus viscivorus             | A         | licznie lęgowy                                                                 | pod ścisłą ochroną                                                                 |         |
| drozd śpiewak                          | Turdus philomelos             | A         | bardzo licznie lęgowy                                                          | pod ścisłą ochroną                                                                 | ·       |
| droździk                               | Turdus iliacus                | A         | bardzo nielicznie lęgowy, licznie przelotny                                    | pod ścisłą ochroną                                                                 |         |
| kos                                    | Turdus merula                 | A         | masowo lęgowy                                                                  | pod ścisłą ochroną                                                                 | ·       |
| drozd oliwkowy                         | Turdus obscurus               | A         | zalatuje wyjątkowo                                                             | pod ścisłą ochroną                                                                 |         |
| kwiczoł                                | Turdus pilaris                | A         | bardzo licznie lęgowy                                                          | pod ścisłą ochroną                                                                 |         |
| drozd obrożny                          | Turdus torquatus              | A         | nielicznie lęgowy                                                              | pod ścisłą ochroną                                                                 |         |
| drozd rdzawy                           | Turdus naumanni               | A         | zalatuje wyjątkowo                                                             | pod ścisłą ochroną                                                                 |         |
| drozd rdzawoskrzydły                   | Turdus eunomus                | A         | zalatuje wyjątkowo                                                             | pod ścisłą ochroną                                                                 |         |
| drozd czarnogardły                     | Turdus atrogularis            | A         | zalatuje wyjątkowo                                                             | pod ścisłą ochroną                                                                 |         |
| drozd rdzawogardły                     | Turdus ruficollis             | A         | zalatuje wyjątkowo                                                             | pod ścisłą ochroną                                                                 |         |
| Rodzina: płochacze (Prunellidae)       |                               |           |                                                                                |                                                                                    |         |
| płochacz halny                         | Prunella collaris             | A         | bardzo nielicznie lęgowy                                                       | pod ścisłą ochroną                                                                 |         |
| płochacz syberyjski                    | Prunella montanella           | A         | zalatuje wyjątkowo                                                             | pod ścisłą ochroną                                                                 |         |
| płochacz czarnogardły                  | Prunella atrogularis          | A         | zalatuje wyjątkowo                                                             |                                                                                    |         |
| płochacz pokrzywnica                   | Prunella modularis            | A         | bardzo licznie lęgowy                                                          | pod ścisłą ochroną                                                                 | ·       |
| Rodzina: wróble (Passeridae)           |                               |           |                                                                                |                                                                                    |         |
| wróbel zwyczajny                       | Passer domesticus             | A         | masowo lęgowy                                                                  | pod ścisłą ochroną; wymaga ochrony czynnej                                         |         |
| mazurek                                | Passer montanus               | A         | bardzo licznie/masowo lęgowy                                                   | pod ścisłą ochroną                                                                 |         |
| wróbel skalny                          | Petronia petronia             | B         | zalatywał wyjątkowo, sporadycznie lęgowy (status dawny)                        | pod ścisłą ochroną                                                                 |         |
| śnieżka zwyczajna                      | Montifringilla nivalis        | A         | zalatuje wyjątkowo                                                             | pod ścisłą ochroną                                                                 |         |
| Rodzina: pliszkowate (Motacillidae)    |                               |           |                                                                                |                                                                                    |         |
| świergotek drzewny                     | Anthus trivialis              | A         | bardzo licznie lęgowy                                                          | pod ścisłą ochroną                                                                 |         |
| świergotek tajgowy                     | Anthus hodgsoni               | A         | zalatuje wyjątkowo                                                             | pod ścisłą ochroną                                                                 |         |
| świergotek rdzawogardły                | Anthus cervinus               | A         | skrajnie nielicznie przelotny                                                  | pod ścisłą ochroną                                                                 |         |
| świergotek łąkowy                      | Anthus pratensis              | A         | bardzo licznie lęgowy                                                          | pod ścisłą ochroną                                                                 |         |
| siwerniak                              | Anthus spinoletta             | A         | nielicznie lęgowy                                                              | pod ścisłą ochroną                                                                 |         |
| świergotek nadmorski                   | Anthus petrosus               | A         | bardzo nielicznie przelotny                                                    | pod ścisłą ochroną                                                                 |         |
| świergotek szponiasty                  | Anthus richardi               | A         | zalatuje sporadycznie                                                          | pod ścisłą ochroną                                                                 |         |
| świergotek stepowy                     | Anthus godlewskii             | A         | zalatuje wyjątkowo                                                             |                                                                                    |         |
| świergotek polny                       | Anthus campestris             | A         | licznie lęgowy                                                                 | pod ścisłą ochroną                                                                 |         |
| pliszka żółta                          | Motacilla flava               | A         | bardzo licznie lęgowy                                                          | pod ścisłą ochroną                                                                 |         |
| pliszka syberyjska                     | Motacilla tschutschensis      | A         | zalatuje wyjątkowo                                                             |                                                                                    |         |
| pliszka górska                         | Motacilla cinerea             | A         | nielicznie lęgowy                                                              | pod ścisłą ochroną                                                                 |         |
| pliszka cytrynowa                      | Motacilla citreola            | A         | skrajnie nielicznie lęgowy, zalatuje rzadko                                    | pod ścisłą ochroną                                                                 |         |
| pliszka siwa                           | Motacilla alba                | A         | bardzo licznie lęgowy                                                          | pod ścisłą ochroną                                                                 |         |
| Rodzina: łuszczakowate (Fringillidae)  |                               |           |                                                                                |                                                                                    |         |
| zięba zwyczajna                        | Fringilla coelebs             | A         | masowo lęgowy                                                                  | pod ścisłą ochroną                                                                 | ·       |
| jer                                    | Fringilla montifringilla      | A         | bardzo licznie przelotny, nielicznie zimujący                                  | pod ścisłą ochroną                                                                 |         |
| grubodziób zwyczajny                   | Coccothraustes coccothraustes | A         | bardzo licznie lęgowy                                                          | pod ścisłą ochroną                                                                 |         |
| dziwonia zwyczajna                     | Carpodacus erythrinus         | A         | licznie lęgowy                                                                 | pod ścisłą ochroną                                                                 |         |
| łuskowiec                              | Pinicola enucleator           | A         | zalatuje sporadycznie                                                          | pod ścisłą ochroną                                                                 |         |
| gil zwyczajny                          | Pyrrhula pyrrhula             | A         | bardzo licznie lęgowy                                                          | pod ścisłą ochroną                                                                 |         |
| gilak pustynny                         | Bucanetes githagineus         | A         | zalatuje wyjątkowo                                                             |                                                                                    |         |
| dzwoniec zwyczajny                     | Chloris chloris               | A         | bardzo licznie lęgowy                                                          | pod ścisłą ochroną                                                                 |         |
| makolągwa zwyczajna                    | Linaria cannabina             | A         | bardzo licznie lęgowy                                                          | pod ścisłą ochroną                                                                 |         |
| rzepołuch                              | Linaria flavirostris          | A         | nielicznie/licznie przelotny i zimujący                                        | pod ścisłą ochroną                                                                 |         |
| czeczotka zwyczajna                    | Acanthis flammea              | A         | bardzo nielicznie lęgowy, licznie/bardzo licznie przelotny i zimujący          | pod ścisłą ochroną                                                                 |         |
| krzyżodziób sosnowy                    | Loxia pytyopsittacus          | A         | sporadycznie lęgowy, zalatuje sporadycznie                                     | pod ścisłą ochroną                                                                 |         |
| krzyżodziób świerkowy                  | Loxia curvirostra             | A         | nielicznie lęgowy                                                              | pod ścisłą ochroną                                                                 |         |
| krzyżodziób modrzewiowy                | Loxia leucoptera              | A         | zalatuje sporadycznie                                                          | pod ścisłą ochroną                                                                 |         |
| szczygieł                              | Carduelis carduelis           | A         | bardzo licznie lęgowy                                                          | pod ścisłą ochroną                                                                 |         |
| osetnik zwyczajny                      | Carduelis citrinella          | A         | zalatuje wyjątkowo                                                             | pod ścisłą ochroną                                                                 |         |
| kulczyk zwyczajny                      | Serinus serinus               | A         | bardzo licznie lęgowy                                                          | pod ścisłą ochroną                                                                 |         |
| czyż zwyczajny                         | Spinus spinus                 | A         | licznie lęgowy                                                                 | pod ścisłą ochroną                                                                 |         |
| Rodzina: poświerki (Calcariidae)       |                               |           |                                                                                |                                                                                    |         |
| poświerka zwyczajna                    | Calcarius lapponicus          | A         | bardzo nielicznie przelotny i zimujący                                         | pod ścisłą ochroną                                                                 |         |
| śnieguła zwyczajna                     | Plectrophenax nivalis         | A         | nielicznie przelotny i zimujący                                                | pod ścisłą ochroną                                                                 |         |
| Rodzina: trznadle (Emberizidae)        |                               |           |                                                                                |                                                                                    |         |
| potrzeszcz                             | Emberiza calandra             | A         | bardzo licznie lęgowy                                                          | pod ścisłą ochroną                                                                 |         |
| trznadel zwyczajny                     | Emberiza citrinella           | A         | masowo lęgowy                                                                  | pod ścisłą ochroną                                                                 | ·       |
| trznadel białogłowy                    | Emberiza leucocephalos        | A         | lęgowy sporadycznie (stwierdzono mieszany lęg z trznadlem), zalatuje wyjątkowo | pod ścisłą ochroną                                                                 |         |
| głuszek                                | Emberiza cia                  | A         | zalatuje wyjątkowo                                                             | pod ścisłą ochroną                                                                 |         |
| ortolan                                | Emberiza hortulana            | A         | bardzo licznie lęgowy                                                          | pod ścisłą ochroną                                                                 |         |
| cierlik                                | Emberiza cirlus               | A         | zalatuje wyjątkowo                                                             | pod ścisłą ochroną                                                                 |         |
| trznadelek                             | Emberiza pusilla              | A         | zalatuje sporadycznie                                                          | pod ścisłą ochroną                                                                 |         |
| trznadel złotobrewy                    | Emberiza chrysophrys          | A         | zalatuje wyjątkowo                                                             | pod ścisłą ochroną                                                                 |         |
| trznadel czubaty                       | Emberiza rustica              | A         | zalatuje sporadycznie                                                          | pod ścisłą ochroną                                                                 |         |
| trznadel złotawy                       | Emberiza aureola              | A         | zalatuje wyjątkowo                                                             | pod ścisłą ochroną                                                                 |         |
| trznadel czarnogłowy                   | Emberiza melanocephala        | A         | zalatuje wyjątkowo                                                             | pod ścisłą ochroną                                                                 |         |
| trznadel rudogłowy                     | Emberiza bruniceps            | A         | zalatuje wyjątkowo                                                             |                                                                                    |         |
| trznadel szarogłowy                    | Emberiza spodocephala         | A         | zalatuje wyjątkowo                                                             |                                                                                    |         |
| potrzos zwyczajny                      | Emberiza schoeniclus          | A         | bardzo licznie lęgowy                                                          | pod ścisłą ochroną                                                                 |         |
| Rodzina: pasówki (Passerellidae)       |                               |           |                                                                                |                                                                                    |         |
| junko zwyczajny                        | Junco hyemalis                | A         | zalatuje wyjątkowo                                                             | pod ścisłą ochroną                                                                 |         |
| bagiennik żółtobrewy                   | Passerculus sandwichensis     | A         | zalatuje wyjątkowo                                                             |                                                                                    |         |